# فرودگاه لئا کاونتی-جال
فرودگاه لئا کاونتی-جال (به انگلیسی: Lea County-Jal Airport) یک فرودگاه همگانی بهره‌برداری هوایی است که یک باند فرود آسفالت دارد و طول باند آن ۱۴۳۴ متر است. این فرودگاه در کشور ایالات متحده آمریکا قرار دارد و در ارتفاع ۹۵۰ متری از سطح دریا واقع شده است.